# Phacelia (soort)
Phacelia (Phacelia tanacetifolia), ook bijenbrood, bijenvoer of bijenvriend of bijenéclair genoemd, is een eenjarige plant die tot de ruwbladigenfamilie (Boraginaceae) behoort en veel door honingbijen en hommels bezocht wordt. De plant komt oorspronkelijk uit Californië, waar hij op stenige berghellingen groeit. Het natuurlijke verspreidingsgebied ligt in Californië, Arizona, Nevada en Noord-Mexico. De plant komt verspreid over bijna heel Nederland  en België verwilderd voor.
De plant wordt tot 70 cm hoog en heeft een holle stengel, die aan de top behaard is. De bladeren zijn dubbelgeveerd. De eindstandige, blauwviolette tot helderblauwe bloemen zijn slakkenhuisachtig opgerold.

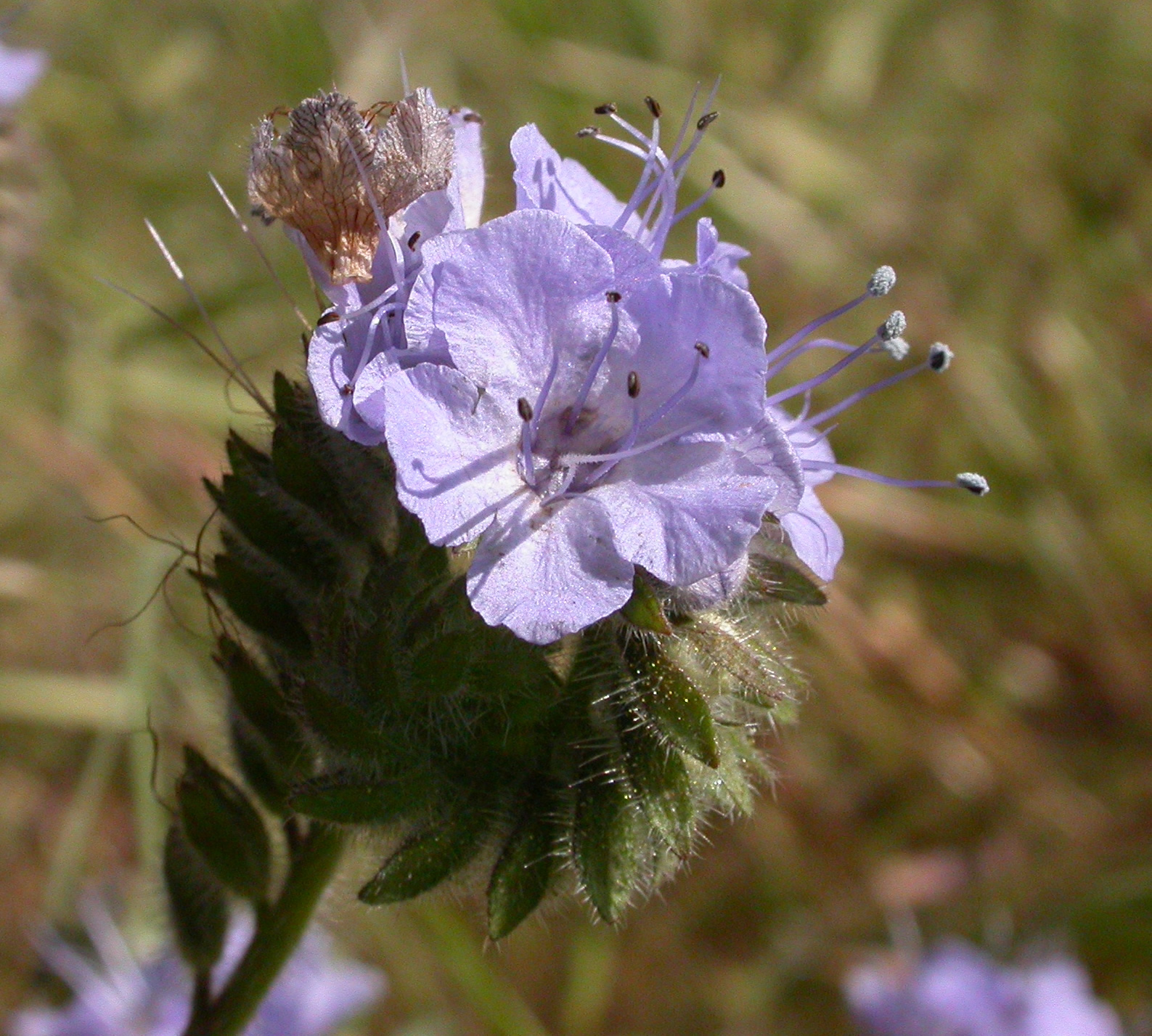
Bloem

Phacelia heeft een dicht en oppervlakkig groeiend wortelstelsel.

## Gebruik
Phacelia wordt gebruikt voor groenbemesting. Een voordeel van phacelia boven Italiaans raaigras is, dat er geen emelten in voorkomen, die veel schade aan het volggewas zouden kunnen veroorzaken. Als stoppelgewas (te zaaien na de oogst van granen) kan phacelia gezaaid worden van juli tot 20 augustus, waarbij 6-12 kg zaaizaad per ha wordt gebruikt. Phacelia heeft door de snelle groei een sterk onkruidonderdrukkende werking. Phacelia produceert bij stoppelzaai ongeveer 3000 kg droge stof per ha, waarvan 800 kg uit wortels bestaat.
Phacelia is een echte bijenplant. Als de plant voldoende vocht krijgt, wordt er veel nectar geproduceerd. Hoewel phacelia goed tegen droogte kan, produceert de plant onder droge omstandigheden alleen stuifmeel.
Uit de bloemen kunnen stoffen voor parfum gewonnen worden.

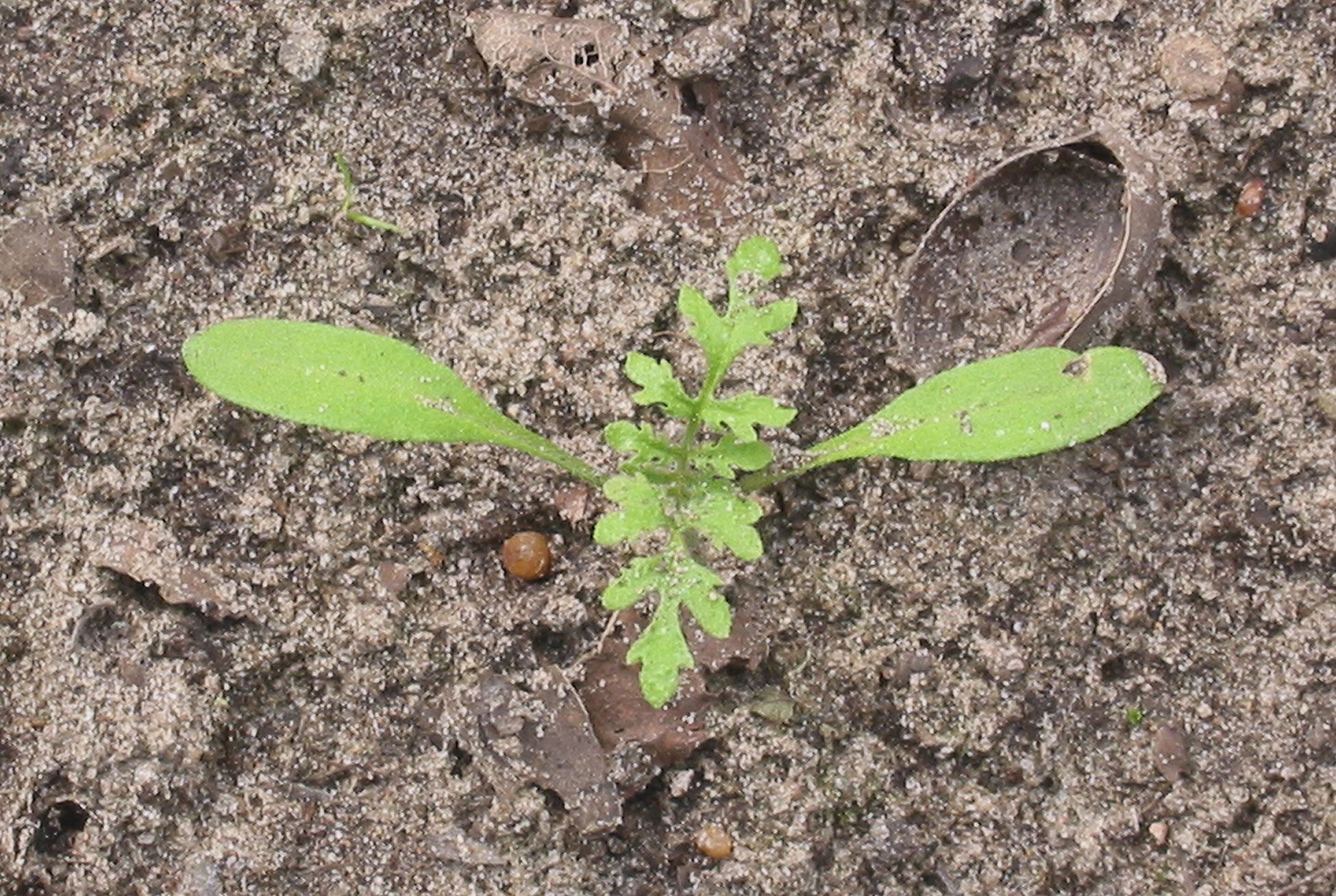
Kiemplant
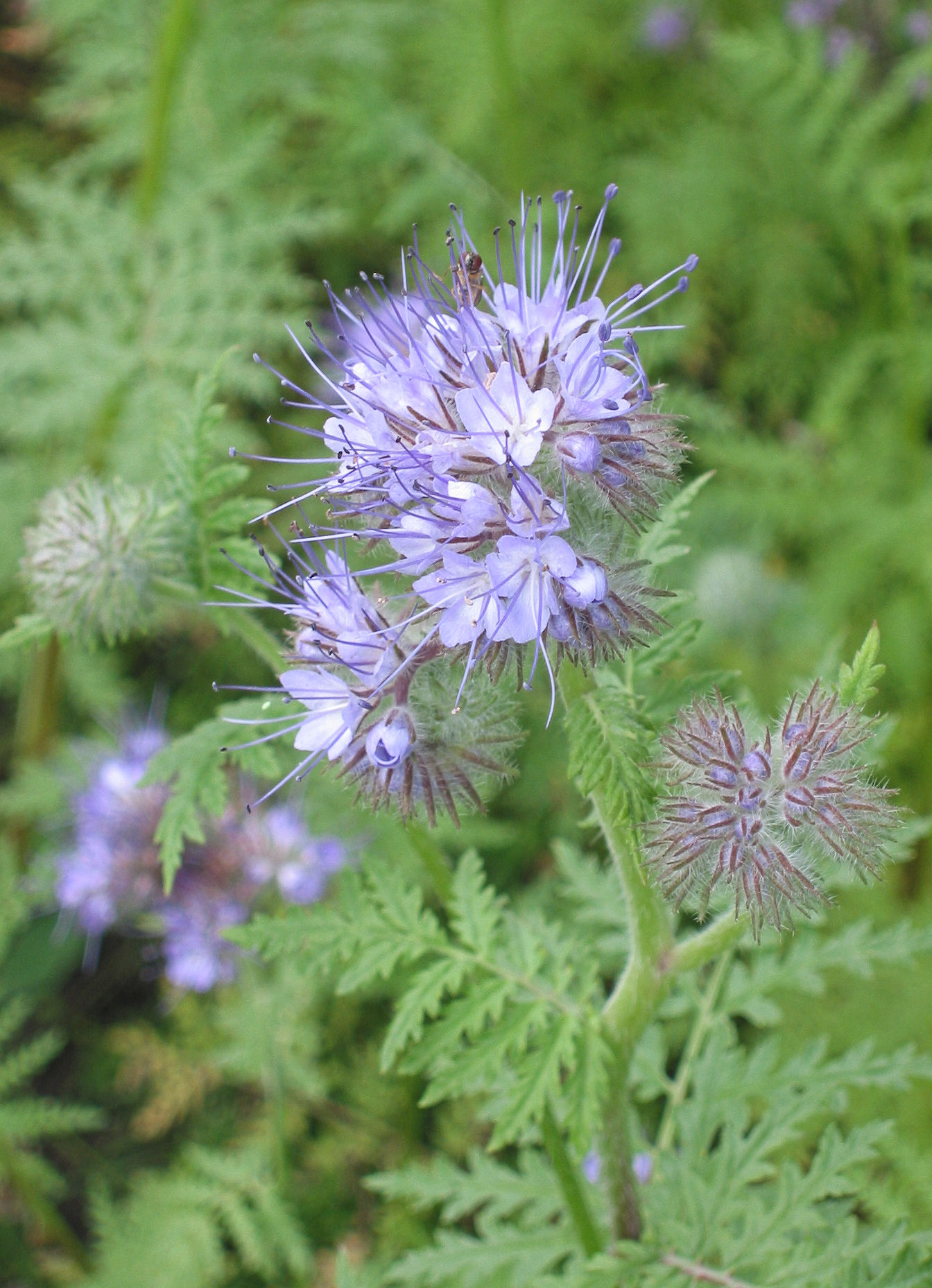
Bloeiwijze
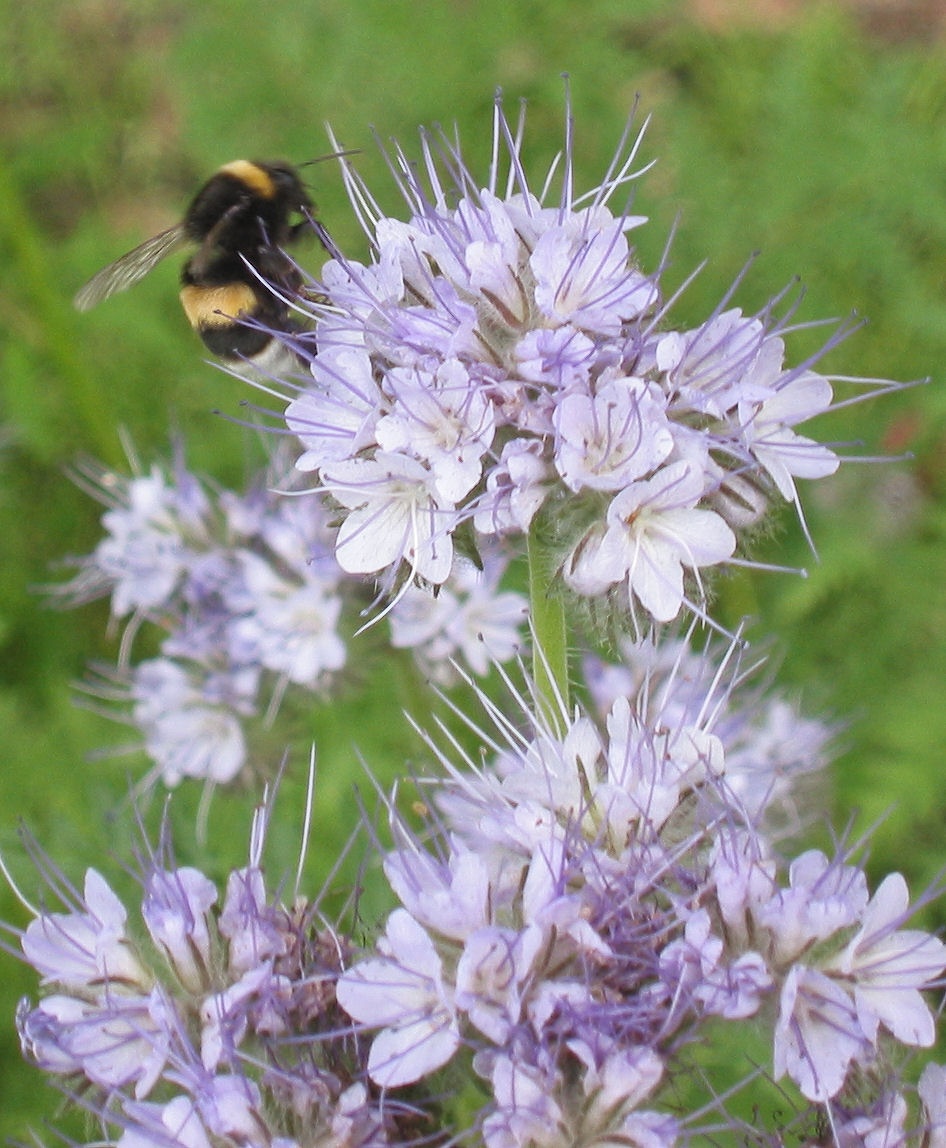
Bloeiwijze met koningin van de gewone aardhommel
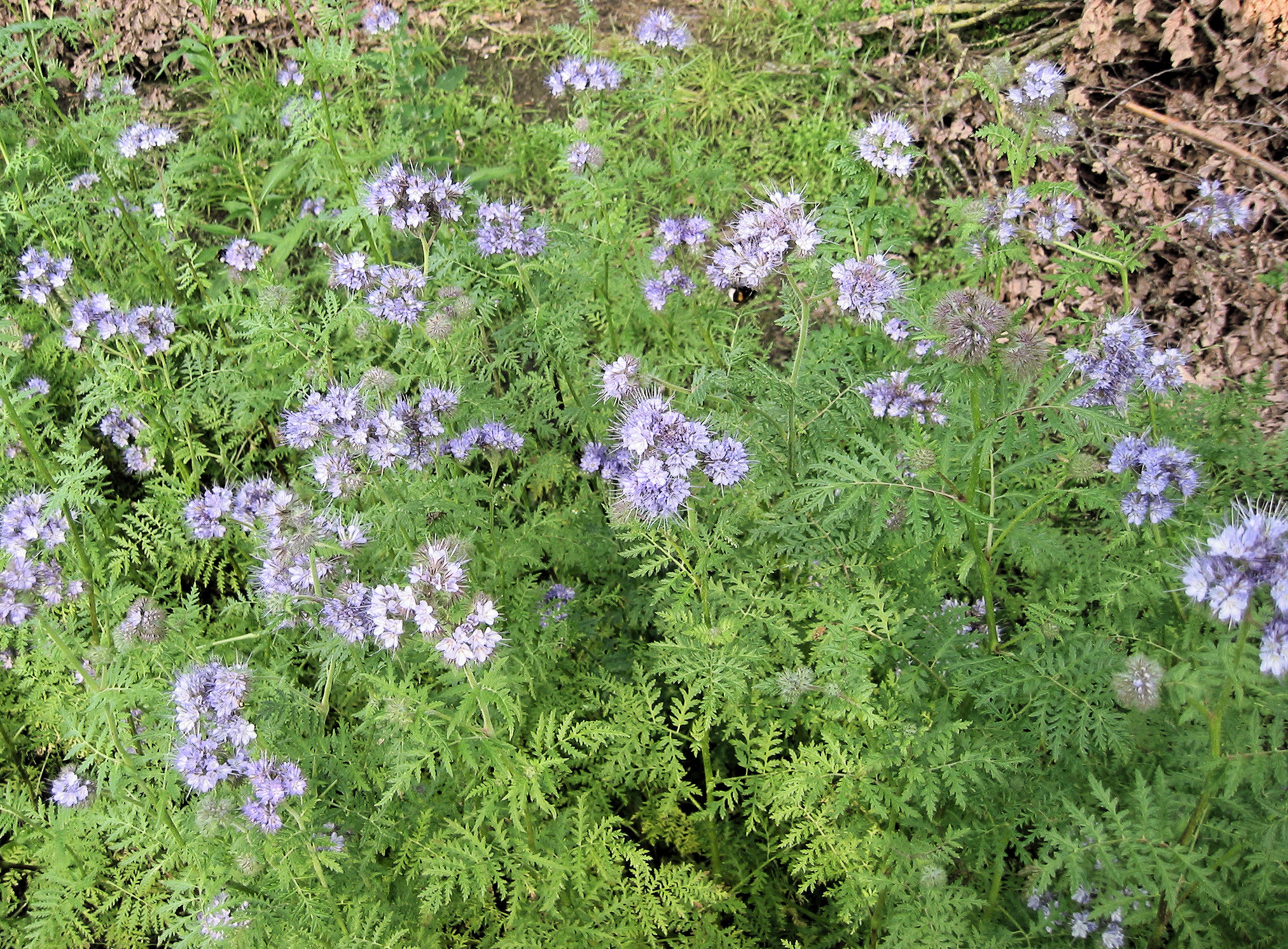
Phacelia met koningin van de gewone aardhommel
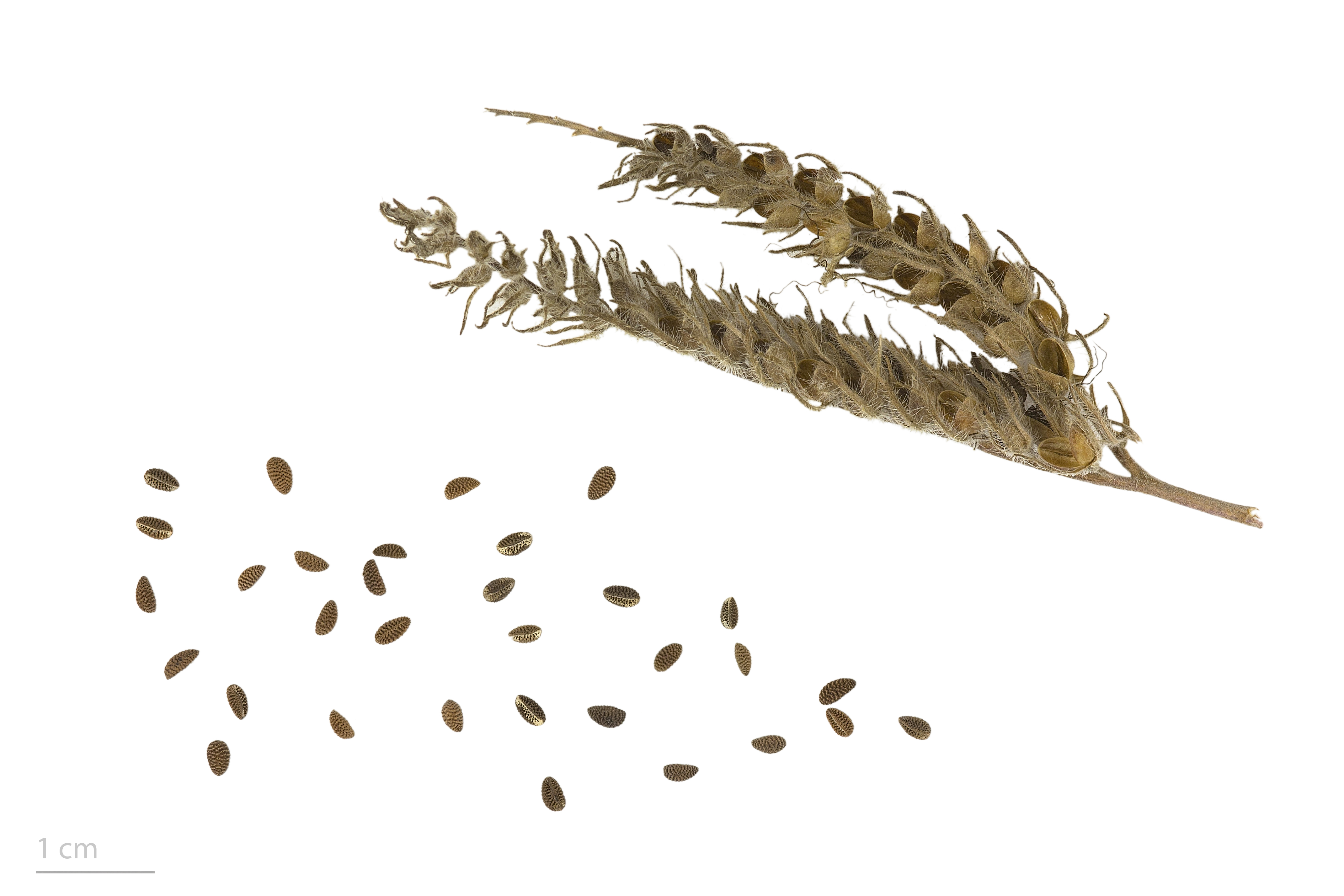
Phacelia tanacetifolia